# Euphorbia celata
Euphorbia celata är en törelväxtart som beskrevs av Robert Allen Dyer. Euphorbia celata ingår i släktet törlar, och familjen törelväxter. Inga underarter finns listade i Catalogue of Life.